# Kuziemkino (rejon totiemski)
Kuziemkino (ros. Куземкино) – wieś w Rosji, w rejonie totiemskim obwodu wołogodzkiego. W 2010 r. liczyła 2 mieszkańców.